# Atentát v Rue des Rosiers
Atentát v Rue des Rosiers byl teroristický útok, který se odehrál 9. srpna 1982 v restauraci v ulici Rue des Rosiers v Paříži. Při útoku bylo zabito šest osob, 22 jich bylo zraněno. Atentátníci nebyli nikdy dopadeni a důvody útoku nejsou zcela jasné.

## Průběh atentátu
V pondělí 9. srpna 1982 v 13:15 hodin skupina maskovaných dvou až pěti osob (dle protichůdných svědectví) vyzbrojená samopaly vystoupila z auta a zaútočila na židovskou restauraci na rohu Rue des Rosiers a Rue Ferdinand-Duval. V podniku se nacházelo asi padesát hostů. Nejprve dovnitř vhodili granát, poté stříleli na zákazníky a zaměstnance. Poté komando odpálilo druhý granát a uteklo pěšky z restaurace a přitom střílelo do davu. Na místě zasáhl policista v civilním oblečení, který držel zbraň v ruce. V panice syn restauratéra Marco Goldenberg vystřelil z pušky na tohoto policistu, neboť se domníval, že se jedná o teroristu, který se vrátil na místo útoku. Za necelé tři minuty bylo šest mrtvých a 22 zraněných.

## Vyšetřování
Vyšetřování vedl do roku 2007 soudce Jean-Louis Bruguière. Podezření padlo na Organizaci Abú Nidala z OOP. Nalezené nábojnice odpovídaly použití samopalu PM wz 63 polské výroby, které skupina používala. Dne 13. srpna 1982 našli chodci v Bois de Boulogne plastový pytel obsahující samopal WZ 5,56, tři zásobníky a 29 nábojů ráže 9 mm.
V roce 2008 se objevila stopa, že akci provedli neonacisté Odfried Hepp a Walter Kexel, kteří aktivně pracovali pro Stasi. Tuto stopu v roce 2011 opustil vyšetřovací soudce Marc Trévidic.
V roce 2015 byl vydán mezinárodní zatykač na tři údajné členy Organizace Abú Nidala. Mouhamad Souhair Al-Abassi, vedoucí operací v Evropě, údajně zahájil operaci, vybral cíl, shromáždil peníze a dodal zbraně zabijákům v poslední chvíli. Druhým byl Mahmoud Khader Abed Adra, instruktor střelby v syrských výcvikových táborech Abu Nidal, zodpovědný za vyzbrojování pro Evropu a Asii. Údajně se setkal měsíc před útokem s Al-Abassim, dodal zbraně z tajné skrýše, ukázal cíl ostatním, řekl jim, jak uniknout, kde a jak se zbavit zbraní. Třetím byl Walid Abdulrahman Abou Zayed, jeden ze zkušených zabijáků skupiny Abou Nidal. V roce 1991 emigroval se svou ženou a dětmi do Norska.
V roce 2015 uplynulo 32 let od zločinu, avšak promlčecí lhůta běží od posledního vyšetřovacího aktu. 1. června byl předpokládaný mozek těchto útoků Mouhamad Souhair Al-Abassi ve věku 62 let zatčen v Jordánsku, ale byl propuštěn na kauci se zákazem opustit jordánské území do rozhodnutí o jeho vydání. 29. října jordánská justice odmítla jeho vydání (stejně jako vydání jiného podezřelého, Nizara Tawfiq Mussa Hamadu) z důvodu překročení promlčecí doby. Generální prokurátor Jordánu se proti tomuto rozhodnutí odvolal, ale jeho odvolání jordánský kasační soud zamítl v květnu 2019.
Střelba byla viditelná ve výloze až do roku 2010, kdy byla restaurace nahrazena obchodem s oděvy. V roce 2011 nechala pařížská radnice umístit novou pamětní desku připomínající útok.